# Asura liparidia
Asura liparidia là một loài bướm đêm thuộc phân họ Arctiinae, họ Erebidae.